# Lavazan
Lavazan är en kommun i departementet Gironde i regionen Nouvelle-Aquitaine i sydvästra Frankrike. Kommunen ligger i kantonen Grignols som tillhör arrondissementet Langon. År 2022 hade Lavazan 229 invånare.

## Befolkningsutveckling
Antalet invånare i kommunen Lavazan
Referens:INSEE